# Escándalo Bogdanov

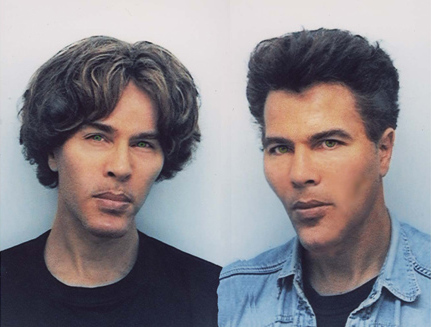
Fotografía de los hermanos Bogdanov de la década de 1990.

El Escándalo Bogdanov fue una polémica académica sobre el valor de una serie de artículos sobre física teórica escritos por los hermanos gemelos franceses Igor y Grichka Bogdanov. Dichos artículos se publicaron en acreditadas revistas científicas y culminaron con la proposición de una teoría que describía lo ocurrido antes del Big Bang. La controversia se inició en 2002 cuando en distintos grupos de noticias de Usenet se afirmó que dichos artículos eran un bulo dirigido contra la comunidad de físicos. Aunque los Bogdanov defendieron la veracidad de su trabajo, algunos físicos afirmaron que los artículos carecían de sentido y pusieron en duda el sistema de revisión por pares (peer-review) que aceptó publicar dichas investigaciones.
Las credenciales de los Bogdanov para escribir sobre cosmología se basan en sendos títulos de doctorado obtenidos en la Universidad de Borgoña: Grichka obtuvo su título en matemáticas e Igor en física teórica. Aunque hubo algunos problemas relacionados con la comprensibilidad de sus tesis, los hermanos se graduaron con la condición de que publicasen en revistas reputadas en sus respectivos campos. Cuando más tarde se puso en duda la legitimidad de su trabajo, el debate se extendió a la cuestión de si la sustitución del requisito de publicación por parte del tribunal académico al no comprender el trabajo de los estudiantes era un medio válido para determinar la veracidad de un trabajo de grado en ciencias exactas. Sin embargo, la complejidad intrínseca de materias como los grupos cuánticos (Quantum groups) y la teoría topológica de campos (Topological quantum field theory) (así como el excesivo uso de jerga técnica por parte de los especialistas en dichos campos) hacen difícil evitar esta delegación, pues a menudo se necesita una especialización extrema para poder comprender y evaluar las afirmaciones propuestas en los artículos de dichas materias.
Igor y Grichka fueron famosos en Francia como presentadores televisivos durante muchos años. Sus programas, como Temps X (y posteriormente Rayons X) trataban de divulgación científica y ciencia ficción y contaron con una gran audiencia. Este carácter público de los Bogdanov en Francia contribuyó a la difusión del debate más allá del campo de la ciencia especializada, alcanzando a los medios de comunicación de masas y los foros de internet.

## Origen del debate
En 1999 y 2002 Grichka e Igor Bogdanov obtuvieron sus doctorados por dos tesis (Grichka en matemáticas e Igor en física teórica) en la Universidad de Borgoña. En 1999 Grichka Bogdanov obtuvo la calificación de "honorable" (poco habitual y de grado inferior) por su tesis Fluctuaciones cuánticas del signo (signatura) de la métrica en la escala de Planck, con la condición de que reescribiese en gran medida su tesis. Ese mismo día, Igor Bogdanov suspendió en la defensa de su tesis Origen topológico de la inercia. Su director de tesis aceptó luego permitirle de nuevo optar al título si lograba publicar tres artículos revisados en revistas científicas. Tras publicar los artículos requeridos, Igor pudo defender con éxito su tesis tres años después sobre un tema distinto y bajo la responsabilidad de dos codirectores Estado topológico del espacio-tiempo en la escala de Planck, que también obtuvo la misma baja calificación de "honorable", rara vez concedida, según le dijo el Dr. Daniel Sternheimer, director de tesis de Bogdanov, al periodista científico Dennis Overbye (del New York Times). Para justificar la concesión de los títulos doctorales a los Bogdanov, el Dr. Sternheimer dijo al New York Times que "estos chicos trabajaron durante diez años sin cobrar nada. Tienen derecho a que se les reconozca su trabajo con un diploma, lo cual no es gran cosa en estos días." (New York Times, 9 de noviembre de 2002).
Los dos hermanos publicaron en total seis artículos en revistas de física y matemáticas, como Annals of Physics y Classical and Quantum Gravity, que en los dos casos publican tras la revisión de terceras personas. Tras leer los resúmenes de ambas tesis, el físico alemán Max Niedermaier concluyó que se trataba de pseudociencia, escrita con una densa jerga técnica, al estilo del escándalo Sokal, para evitar el sistema de revisión por pares de la física teórica. El 22 de octubre de 2002, Niedermaier envió un correo electrónico a este respecto al físico Ted Newman, correo electrónico que fue luego ampliamente difundido. Una de las personas que lo recibió, el físico-matemático americano John Baez creó una discusión en el grupo de noticias de Usenet sci.physics.research titulado "Physics bitten by reverse Alan Sokal hoax? (¿Un escándalo Sokal inverso contra la física?)", que rápidamente aumentó en cientos de contribuciones.
El debate atrajo rápidamente la atención internacional, tanto en la comunidad de físicos como en la prensa popular. Siguiendo a Niedermaier, la mayoría de los participantes en el foro de Usenet creado por Baez también supusieron que se trataba de una broma deliberada. Después de saber que los Bogdanov afirmaban que su trabajo no era una broma, Niedermaier publicó una disculpa privada y pública para los hermanos por haber asumido que se trataba de una broma desde el principio. Sin embargo, Niedermaier nunca ha reconocido ni la validez ni el mérito del trabajo en cuestión.

## Informes y comentarios de científicos

### Informes sobre las tesis
Estos son extractos de 15 informes sobre las tesis de Igor y Grichka Bogdanov:
Roman Jackiw, del MIT: "El autor propone una novedosa y especulativa solución al problema de la singularidad inicial pre-Big-Bang... la tesis y los artículos publicados proporcionan una excelente introducción a estas ideas y pueden servir como punto de partida para ulteriores investigaciones en esta área."
Costas Kounnas, de la ENS París: "Encuentro el trabajo muy interesante, con muchas ideas nuevas sobre la gravedad cuántica ... el autor propone un original e interesante escenario cosmológico."
Jack Morava, de la Universidad Johns Hopkins: "la tesis de Igor Bogdanov tiene gran interés, y está dominada por nuevas ideas con implicaciones físicas fundamentales en cosmología y en muchos otros campos relacionados con la gravitación."

### Artículos publicados
En mayo de 2001, la revista Classical and Quantum Gravity (CQG) revisó un artículo de Igor y Grickha Bogdanov, titulado "Teoría topológica de la singularidad inicial del espacio-tiempo". Uno de los informes de los revisores decía que el artículo era "Consistente, original y de interés. Con revisiones espero que pueda ser publicado". El artículo fue aceptado siete meses después.
Sin embargo, tras la publicación del artículo y la publicidad sobre el debate, el comité editorial de la revista hizo pública una nota que decía, en parte, "Desgraciadamente, a pesar de los máximos esfuerzos, el proceso de revisiones no puede ser efectivo al 100%. De modo que el artículo [...] logró pasar dicho proceso aunque, en retrospectiva, no cumple los estándares exigibles a los artículos de esta revista. El artículo ha sido revisado en el comité anual editorial [...] y se ha llegado al acuerdo de que no debería haber sido publicado. Desde este caso, se han tomado medidas para optimizar el proceso de revisión por pares que, a su vez, mejore la valoración de la calidad de los artículos recibidos por la revista, reduciendo las posibilidades de que este hecho se vuelva a producir." (El contenido de esta nota ha sido rechazado por los Bogdanov). En cualquier caso, el artículo no ha sido retirado de la revista.
En 2001, la Revista de Física checa aceptó un artículo de Igor Bogdanov, titulado "Origen topológico de la inercia". El informe
del revisor concluía: "En mi opinión, los resultados del artículo pueden considerarse originales. Recomiendo su publicación, pero en forma revisada".
En 2002, el Chinese Journal of Physics publicó "The KMS state of spacetime at the Planck scale", de Igor Bogdanov. El informe
decía que "el punto de vista presentado en el artículo puede resultar interesante como una posible aproximación a la física en la escala de Planck". Se pidieron algunas correcciones.
No todos los informes de revisión fueron positivos. Eli Hawkins, como revisor en el Journal of Physics A, sugirió rechazar uno de los artículos de los Bogdanov: "Precisaría mucho espacio para enumerar todos los errores: de hecho, es difícil decir dónde acaba un error y dónde comienza el siguiente. En conclusión, no recomiendo la publicación de este artículo en esta ni en ninguna otra revista"

### Crítica de los artículos
Tras el inicio del debate en la Usenet, la mayoría de los comentarios eran críticos con el trabajo de los Bogdanov. He aquí algunos ejemplos:
John Baez comentó que su trabajo "es una mezcolanza de frases aparentemente plausibles que contienen las palabras técnicas correctas en el orden aproximadamente correcto. Pero no hay lógica ni cohesión en lo que escriben."
Alain Connes galardonado con una medalla Fields: "No me llevó mucho tiempo darme cuenta de que hablaban de cosas que no entendían en su totalidad." (Le Monde, 19 de diciembre de 2002)
Peter Woit: "El trabajo de los Bogdanoff resulta significativamente más incoherente que cualquier otra cosa publicada. Pero el creciente bajo nivel de coherencia en todo el campo les permitió pensar que habían hecho algo sensato y publicarlo."
Jacques Distler: "Los artículos de los Bogdanov consisten en jerga técnica de varios campos de la física matemática, la teoría de cuerdas y la gravedad cuántica dispuesta en frases sintácticamente correctas pero semánticamente sin sentido."
Georges Charpak, premio Nobel: "Los Bogdanov son inexistentes [sic] para la ciencia." (Programa de debate en France 2, Tout le monde en parle, 12 de junio de 2004)
Algunos comentarios fueron más positivos: 
Luboš Motl: "Los hermanos Bogdanoff proponen algo que tiene, especulativamente, el potencial de ser una explicación alternativa sobre la gravedad cuántica ... Lo que proponen es un posible esquema nuevo de cálculo para la gravedad. No creo que esto llegue a funcionar, pero resulta más plausible que la gravedad cuántica de bucles y otras cosas por el estilo cuyos graves problemas ya se han visto en detalle".